# Общество патриотов (Япония)
Общество патриотов (яп. 爱国社 Айкоку ся) — японская политическая партия. Была основана в 1875 году на базе «Общества по определению цели в жизни». Восстановлена после трёхлетнего перерыва в 1878 году. Прекратила существование в 1880 году. Поборник движения за свободу и народные права. Выступала за открытие всенародного парламента. Заложила основы Либеральной партии Японии.

## Общие сведения
Общество патриотов было основано 22 февраля 1875 года в Осаке после призыва активистов «Общества по определению цели в жизни» Итагаки Тайсукэ и Катаоки Кэнкити. Задачей организации определялась борьба с правительством страны за учреждение всенародного парламента. Большинство членов Общества патриотов принадлежали к сословию нетитулованного дворянства сидзоку, бывших самураев. На учредительном собрании организации участники решили разместить главное отделение в Токио и проводить партийные съезды дважды в год. Однако в марте того же года Итагаки Тайсукэ вошёл в состав центрального правительства, в связи с чем Общество патриотов распалось. В 1877 году часть членов организации погибла в антиправительственном Сацумском восстании.
В конце 1877 года при участии руководителей «Общества по определению цели в жизни», Уэки Эмори и Сугита Садакадзу, началась работа по восстановлению Общества патриотов. 11 сентября 1878 года в Осаке провели первый учредительный съезд. На нем присутствовали делегаты из 13 префектурных обществ из Исикавы, Айти, Вакаямы, Эхимэ, Кагавы, Коти, Окаямы, Тотори, Фукуоки, Саги, Оиты и Кумамото. На 2-м съезде, который состоялся в марте 1879 года, в Обществе патриотов были представлены 21 организация из 18 префектур. На 3-м съезде в ноябре 1879 года Общество патриотов приняло решение составить и подать правительству петицию с требованием открытия парламента.
Большое количество участников свидетельствовало о широкой социальной поддержке «Движения за свободу и народные права». В ряды обновлённого Общества патриотов входили не только дворяне, но и состоятельные крестьяне и купцы. Дворянство представляло столичную часть партии, а другие классы — региональную.
В марте 1880 года в Осаке состоялся 4-й съезд Общества патриотов. В нём приняли участие 97 делегатов из 29 префектур. Они представляли 101 161 подписантов петиции к правительству с требованием созвать общегосударственный законодательный орган. На съезде приняли решение переименовать Общество патриотов в «Лигу учреждения парламента» и избрали Катаоку Кэнкити и Коно Хиронаку делегатами к правительству, которые от имени организации должны были подать ему петицию. Несогласные с решениями съезда объявили о самороспуске Общества патриотов 26 ноября 1880 года.